# Совхозное (сельское поселение, Удмуртия)
Совхозное — упразднённое муниципальное образование со статусом сельского поселения в составе Завьяловского района Удмуртии.
Административный центр — село Совхозный.
Образовано в 2005 году в результате реформы местного самоуправления.
25 июня 2021 года упразднено в связи с преобразованием муниципального района в муниципальный округ.

## Географические данные
Находится на юге района, граничит:
- на западе с Подшиваловским сельским поселением
- на севере с Пироговским сельским поселением
- на востоке с Каменским сельским поселением
- на север-востоке с территорией, подчинённой мэрии Ижевска
- на юге с Малопургинским районом

Восточная граница поселения проходит по реке Иж, а по территории поселения протекают её правые притоки Лудзинка, Лудзя-Шур и приток Лудзинки Караваевка.

## История
В 1924 году был образован Юськинский сельсовет Советской волости с центром в селе Юськи. В 1929 году сельсовет включён в новообразованный Ижевский район. В 1931 году сельсовет вошёл в Малопургинский район, а в 1935 году — вновь в Ижевский район. В 1960 году к Юськинскому сельсовету присоединена территория Лудорвайского сельсовета, а его центр переносён во новообразованный посёлок Совхозный. В 1965 году сельсовет включён в Завьяловский район. В 1979 году из него выделен Пироговский сельсовет.
В 1994 сельсовет преобразован в Юськинскую сельскую администрацию, а в 2005 в муниципальное образование (сельское поселение) «Совхозное».

## Население
| 2010  | 2012  | 2013  | 2014  | 2015  | 2016  | 2017  |
| ----- | ----- | ----- | ----- | ----- | ----- | ----- |
| 3511  | ↗3641 | ↗3760 | ↗3878 | ↘3857 | ↗3983 | ↗4104 |
| 2018  | 2019  | 2020  |       |       |       |       |
| ↗4173 | ↗4241 | ↗4347 |       |       |       |       |

## Населенные пункты
| Название          | Тип населённого пункта       | Население 2014 год | Почтовый индекс | ОКАТО          |
| ----------------- | ---------------------------- | ------------------ | --------------- | -------------- |
| Совхозный         | Село, административный центр | ↗1136              | 427008          | 94 216 855 001 |
| Юськи             | Село                         | ↗949               | 427009          | 94 216 855 007 |
| Каравай-Норья     | Деревня                      | ↗41                | 427009          | 94 216 855 006 |
| Старый Бор        | Деревня                      | ↗113               | 427008          | 94 216 855 002 |
| Большая Венья     | Деревня                      | ↗741               | 427008          | 94 216 855 004 |
| Малая Венья       | Деревня                      | ↗269               | 427008          | 94 216 855 005 |
| Непременная Лудзя | Деревня                      | ↗392               | 427008          | 94 216 855 008 |

На территории сельского поселения находятся садоводческие некоммерческие товарищества Успех, Керамик, Лудзинка-3.

### Упразднённые населённые пункты
| Название     | Тип населённого пункта | Год упразднения |
| ------------ | ---------------------- | --------------- |
| Рыбопитомник | Посёлок                | 1978            |
| Рысово       | Деревня                | 1978            |
| Шапово       | Деревня                | 1978            |
| Шадан        | Деревня                | 1983            |
| Волково      | Деревня                | 1986            |
| Дома 17 км   |                        | 2004            |

## Экономика
- МУСП «Юськи»
- ОАО «Правда», преобразованное из одноимённого совхоза
- 14 крестьянских (фермерских) хозяйства
- Площадь сельхозугодий: 67,5 км²

## Объекты социальной сферы
- 4 школы, в том числе МОУ «Юськинская средняя общеобразовательная школа», МОУ «Совхозная средняя общеобразовательная школа»
- 4 детских сада
- Муниципальное бюджетное учреждение "Культурный комплекс "Совхозный"
- 3 фельдшерско-акушерских пункта
- Учреждение здравоохранения
- 3 клуба